# Antoine Arbel
Pour les articles homonymes, voir Arbel.
Antoine Arbel est un industriel et homme politique français né le 16 août 1855 à Tartaras (Loire) et décédé le 24 décembre 1933 à Orléans (Loiret).

## Biographie
Fils de Lucien Arbel, maître de forges et député en 1871, il succède à son père à la tête des forges de Couzon. Il devient également administrateur des Établissements Arbel et président du conseil d'administration de la Société française de matériel agricole et industriel de Vierzon.
Maire de Mornand-en-Forez et conseiller général du canton de Rive-de-Gier en 1907, il est député de la Loire de 1910 à 1914, inscrit au groupe des Républicains progressistes.

## Distinctions
Distinctions d'Antoine Arbel :
- Chevalier de la Légion d'honneur (1892)[1]
- Croix de guerre 1914–1918[2]